# Agrotis septentrionalis
Agrotis septentrionalis är en fjärilsart som beskrevs av Heinrich Benno Möschler 1862. Agrotis septentrionalis ingår i släktet Agrotis och familjen nattflyn. Inga underarter finns listade i Catalogue of Life.